# Il Giustiziere del West (historieta)
Il Giustiziere del West (en español, El Justiciero del Lejano Oeste) es una historieta italiana del Oeste, creada por Gian Luigi Bonelli.

## Trayectoria editorial
Bonelli creó este personaje tras la Segunda Guerra Mundial, para el semanal Il Cow Boy del editor genovés Giovanni De Leo. A partir de 1947, la serie fue reeditada como Il Giustiziere mascherato (El Justiciero enmascarado) por la editorial del mismo Bonelli en el Albo d'Oro Audace, que también albergó nuevas aventuras.
Los guiones son de Bonelli y Franco Baglioni, mientras que los dibujos son de Giorgio Scudellari, G. Schipani y Armando Monasterolo.

## Argumento
El protagonista está inspirado en El Llanero Solitario, del que retoma la valentía, la fuerza, la máscara negra y el socio nativo, Penna d'Aquila (en español, Pluma de Águila), correspondiente al Tonto del Llanero. Otro compañero de aventuras es el perro Lampo.